# The West~Bound Limited

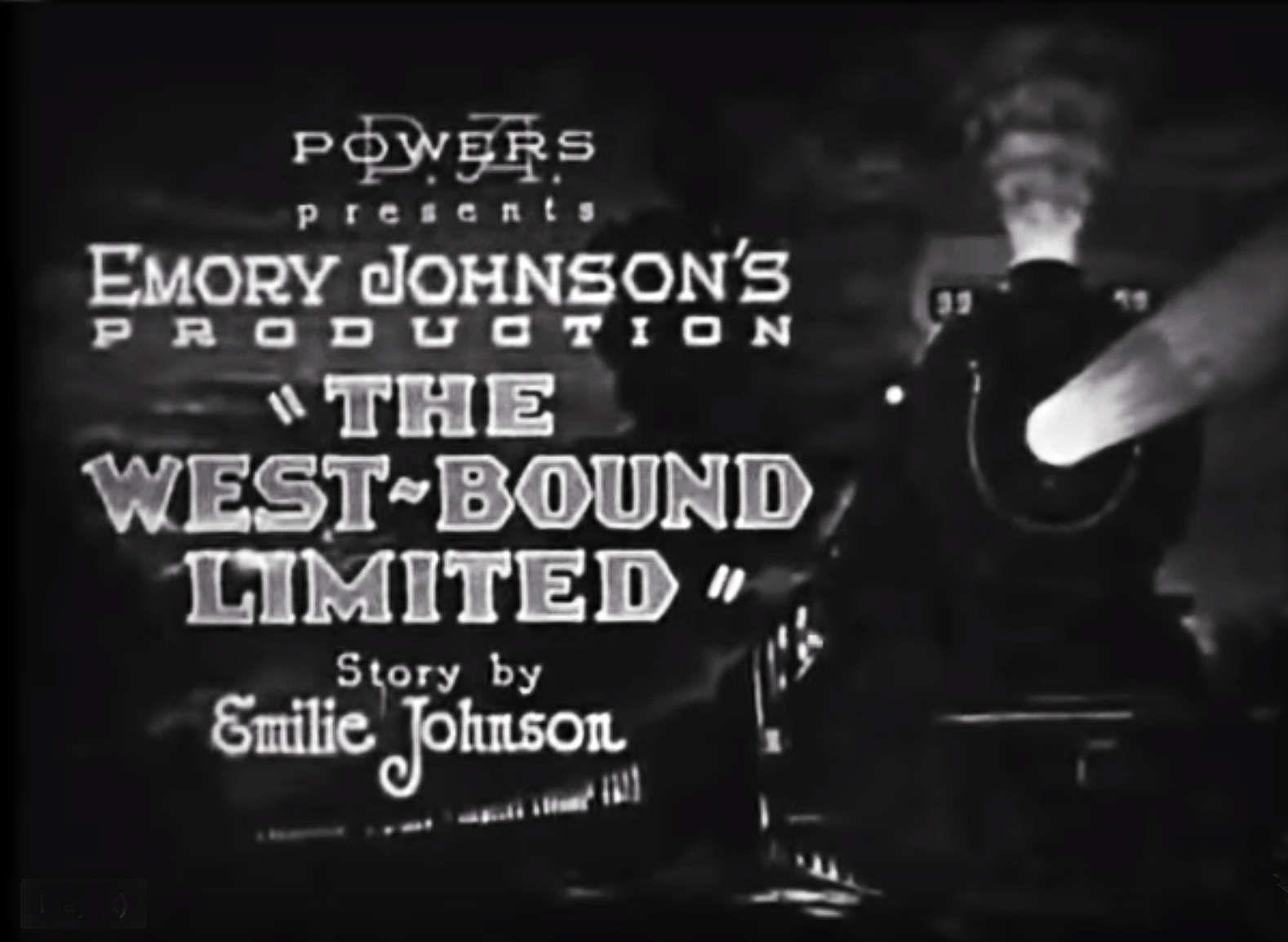
Générique du film.

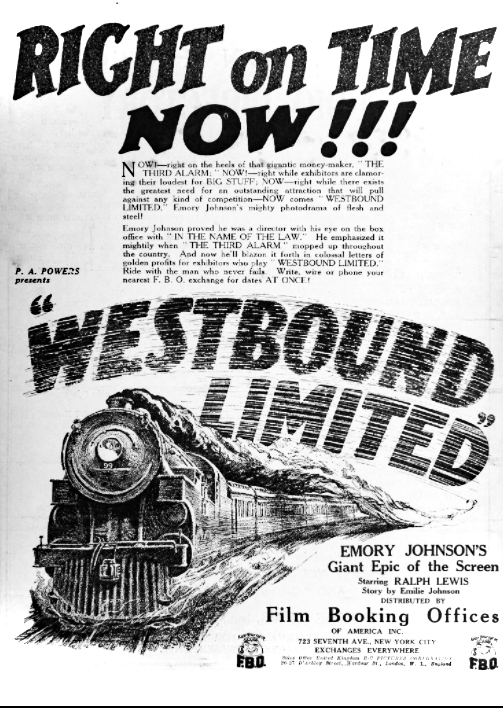
Annonce du film dans le magazine Motion Pictures News.

Pour le film de 1937, voir Westbound Limited.
The West~Bound Limited est un film américain réalisé par Emory Johnson et sorti en 1923.

## Synopsis
Bernard Miller est président d'une compagnie de chemin de fer, et Lawrence Wilton est son conseiller général. Tous deux voyagent dans une voiture décapotable, en suivant la voie ferrée, lorsqu'ils voient la machine de Bill Buckley rouler sur les rails. La fille unique de Miller, Esther, et sa mère montent à cheval dans la région. Lorsqu'Esther tente de franchir un passage à niveau, son cheval fait une chute sur les rails, et piège Esther. Le fils de Bill Buckley, Johnny, voit Esther depuis sa cabane télégraphique, et se précipite pour sauver Esther à la dernière seconde. Esther reconnaissante donne son cheval à Johnny, et leur rencontre a suscité des sentiments romantiques chez Esther. Après avoir assisté au sauvetage, Miller dit à Wilton qu'il envisage de récompenser la famille Buckley.

## Fiche technique
- Réalisation : Emory Johnson
- Scénario : Emilie Johnson
- Producteurs : Pat Powers, Emory Johnson
- Photographie : Ross Fisher
- Genre : Mélodrame[1]
- Distributeur : Film Booking Offices of America
- Durée : 62 - 72 minutes
- Date de sortie :
  - États-Unis : 15 avril 1923

## Distribution
- Ralph Lewis : Bill Buckley
- Claire McDowell : Mrs. Bill Buckley
- John Harron : Johnny Buckley
- Taylor Graves : Henry
- Richard Morris : Bernard Miller
- Jennie (Jane) Morgan : Mrs. Bernard Miller
- Ella Hall : Esther Miller
- Wedgewood Nowell : J. Lawrence Wilton
- David Kirby : Collins

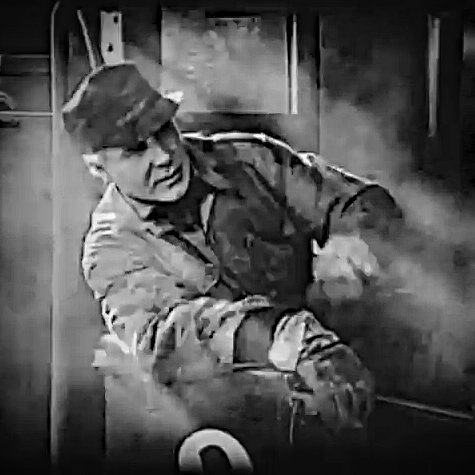
Ralph Lewis Bill Buckley
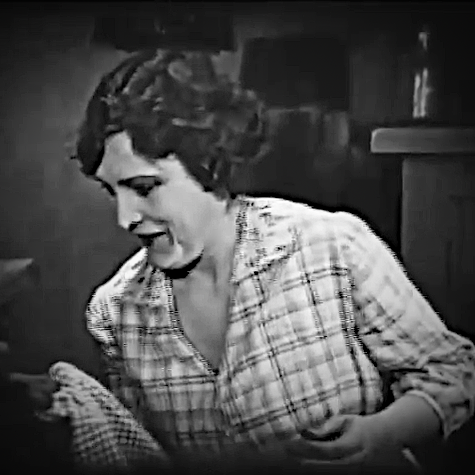
Claire McDowell Mrs. Bill Buckley
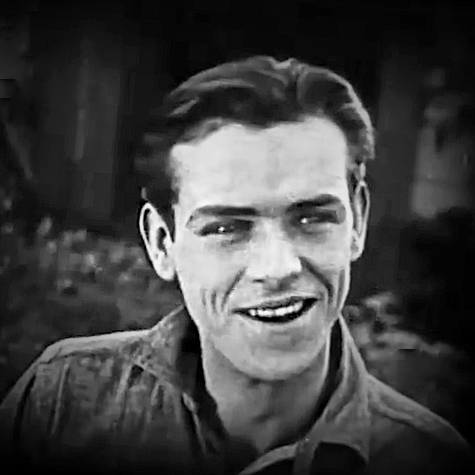
John Harron Johnny Buckley
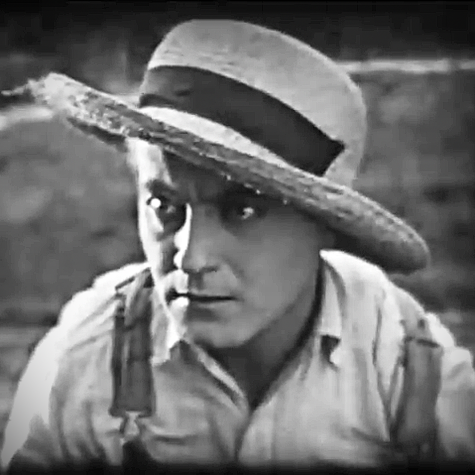
Taylor Graves Henry
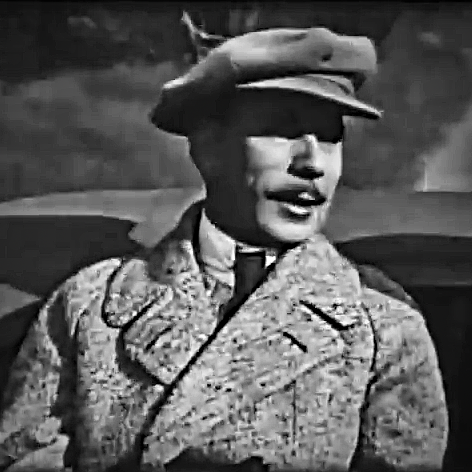
Wedgwood Nowell J. Lawrence Wilton
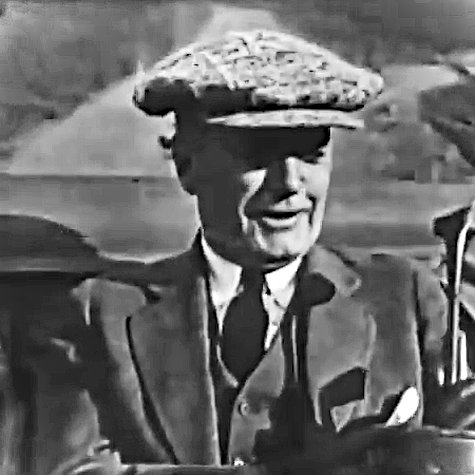
Richard Morris Bernard Miller
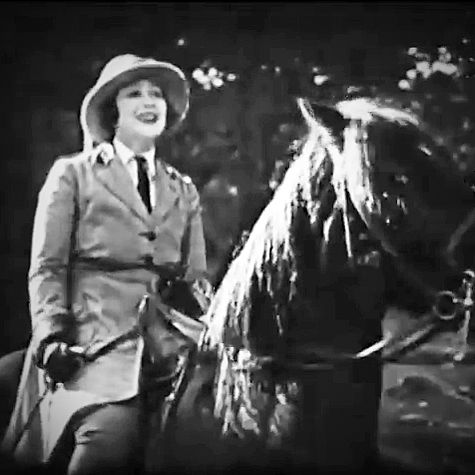
Jane Morgan Mrs. Bernard Miller
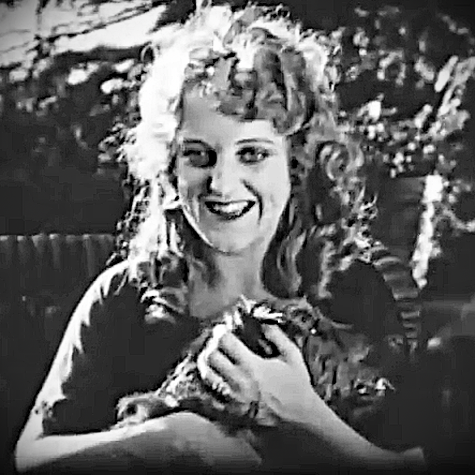
Ella Hall Esther Miller
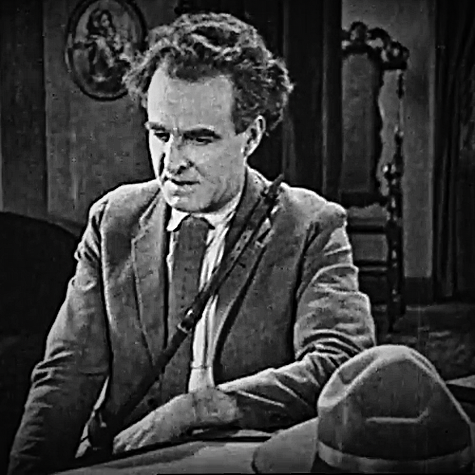
Jack Smith
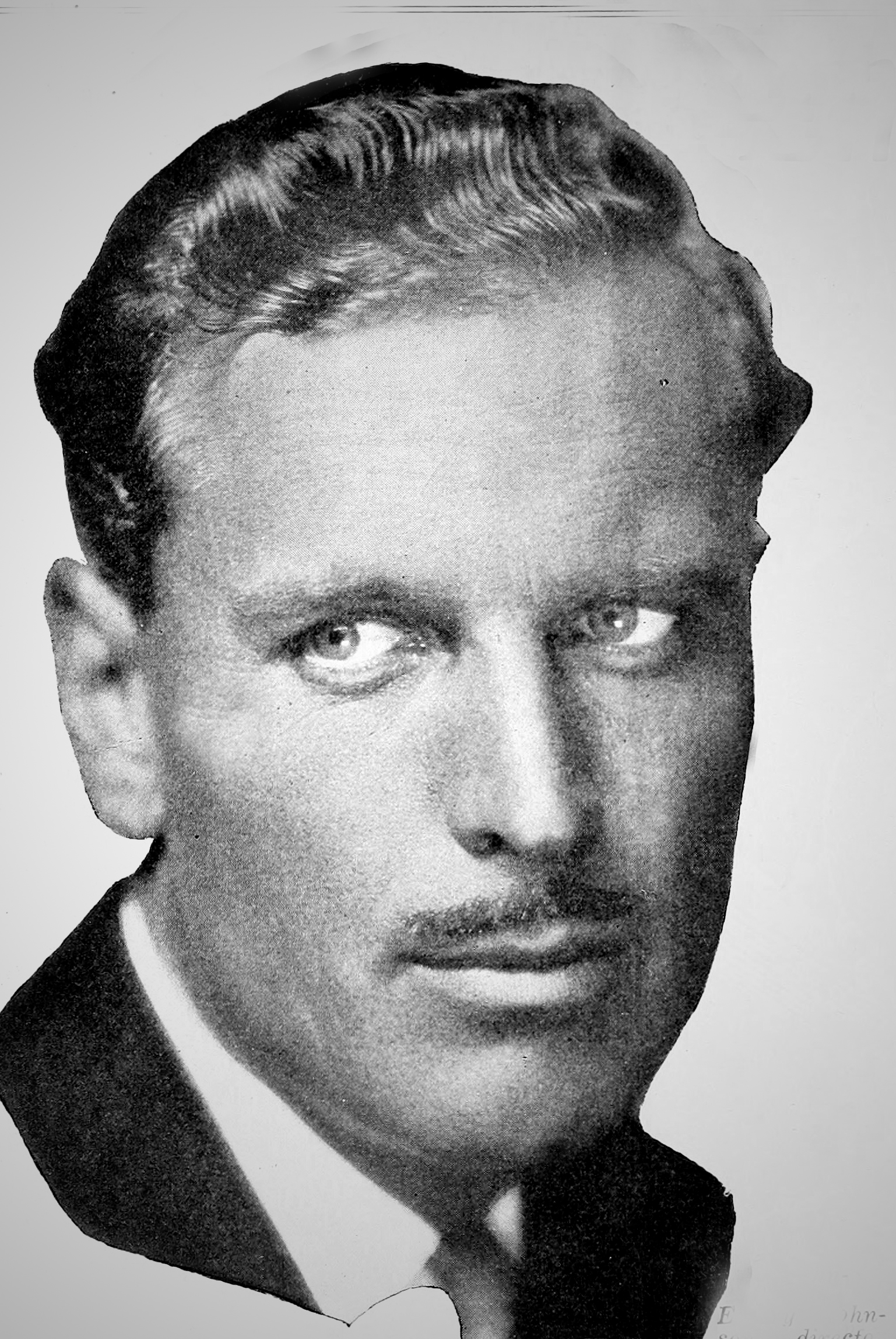
Emory Johnson le réalisateur

## Production

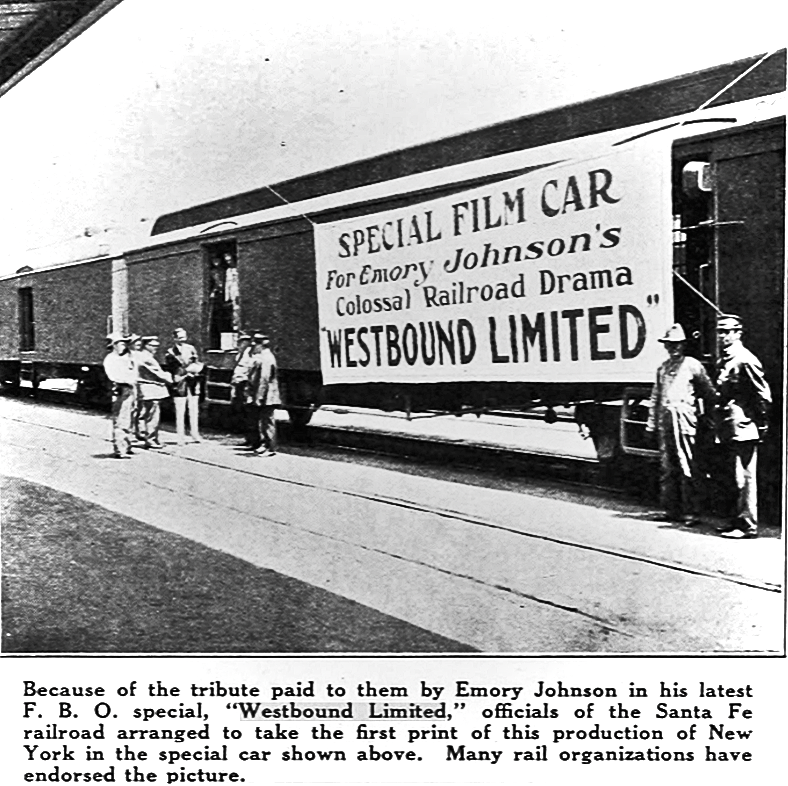
Le train utilisé lors du tournage.

Emilie Johnson (1867–1941) qui a écrit le scénario, est la mère du réalisateur Emory Johnson. Les scènes extérieures ont été tournées à Los Angeles, et les scènes intérieures aux studios Robertson-Cole à Hollywood.